# August-Exter-Straße 20

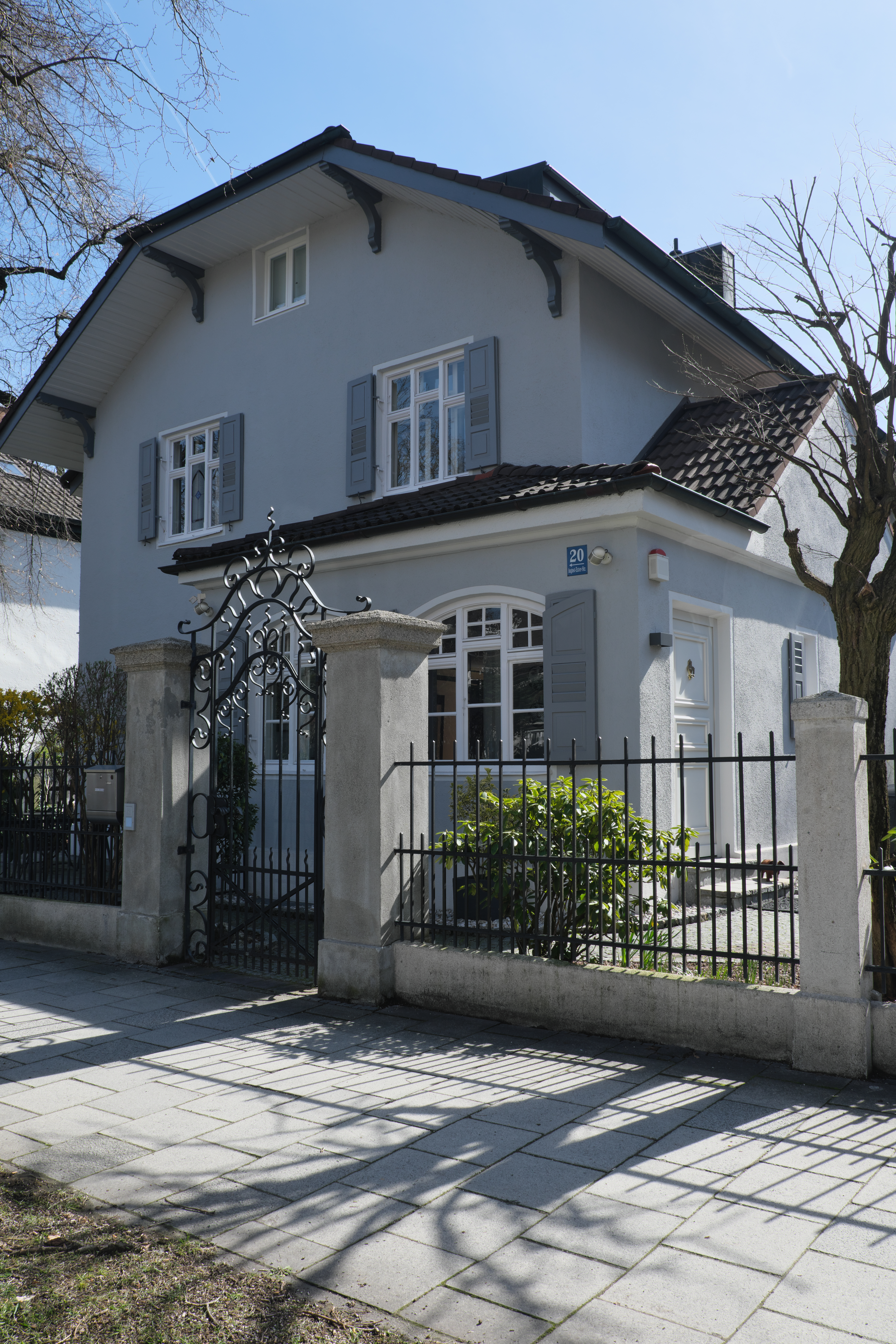
Haus August-Exter-Straße 20 im Stadtteil Pasing von München

Das Gebäude August-Exter-Straße 20 im Stadtteil Pasing der bayerischen Landeshauptstadt München wurde um 1895 errichtet. Die Villa in der August-Exter-Straße, die zur Erstbebauung der Villenkolonie Pasing I gehört, ist ein geschütztes Baudenkmal.
Das Haus im Landhausstil wurde nach Plänen des Büros von August Exter erbaut. Der Halbwalmdachbau mit erdgeschossigem Erker gehört zu einem einfachen Typus der Musterhäuser, wie auch das Haus Nr. 15 in der gleichen Straße, die vom Büro August Exter in der Villenkolonie Pasing I angeboten wurden. Der Bodenerker entstand bei einem Umbau im Jahr 1923.